# Буново (Софийска област)
 За другото българско село вижте Буново (Област Кюстендил).  
Буново е село в Западна България. То се намира в община Мирково, Софийска област.

## География
Село Буново се намира в планински район, на 55 км източно от София. Разположено е в Златишко-Пирдопската котловина, обградена от Стара планина (южно от връх Баба) и Средна гора, която започва от село Доганово, като първият хълм от Ихтиманската Средна гора се извисява над Доганово и рида Гълъбец, по поречието на река Буновчица.
През селото преминава жп линията София–Бургас, а първокласният път е на 3 км на юг. По черен път може да се стигне до хижа „Чавдар“, връх „Баба“ и оттам до Етрополе.

## История
Селото е съществувало още преди османското нашествие. Част от населението му се е занимавало с рударство.
Преди Освобождението в Буново е съществувал активен революционен комитет, основан от Васил Левски. Представителят на комитета Алипий Петков (Митю Пранов) е един от участниците във Великото народно събрание в Оборище през 1876 г..
През Руско-турската освободителна война, в края на декември 1877 г., при опит да преминат Балкана от Етрополе за Буново 860 руски и български воини от частта на генерал-майор Виктор Дандевил загиват от студ под връх Баба.
При избухването на Балканската война през 1912 година петима души от Буново са доброволци в Македоно-одринското опълчение.
В енциклопедията на братя Данчови е отбелязано: „През 1926 г. селото е имало 1248 жители“ (том I, стр. 169).
През Втората световна война в планините около селото действа партизанската бригада „Чавдар“. При една от акциите си бригадата за кратко завзема властта в Буново и изгаря общинския архив.
От 70-те години на XX век северно от дотогава застроената част на Буново (над железопътната линия) се обособява нова част на селото — т. нар. вилна зона.
На 9 март 1985 г. български граждани с турско самосъзнание взривяват вагон за майки с деца близо до гарата в Буново. Загиват три деца и четири жени. Атентаторите са осъдени на смърт. Паметна плоча на гара (днес спирка) Буново, а от 11 септември 2007 г. и седемметров паметник напомнят за това трагично събитие, останало в най-новата история на България като атентатът на гара Буново.

## Религии
Православната черква в с. Буново е построена през 1843 г. на мястото на по-стара черковна сграда. В миналото до черквата е имало килийно училище.
Дебърските майстори зографи братята Яков Мажовски и Исая Мажовски работят в църквата „Свети Теодор Тирон“ в село Буново, където им помага Русалим Дичов.

## Образование
От началото на XX век. до 2009 г. в селото е съществувало основно училище „Васил Левски“, изградено със средствата и доброволния труд на жителите на селото. Училището е било наследник на старото килийно училище, съществувало от началото на XIX век в близост до църквата. Към училището съществуваше интернат за социално слаби деца. В бившия училищен двор растат две гигантски секвои. Поради липса на деца преди началото на учебната 2009/2010 г. училището бе закрито.

## Културни и природни забележителности
- На няколко часа път пеша северно от с. Буново, под връх Баба в Стара планина, се намира хижа „Чавдар“ (1450 м. н.в.).
- В планините, заобикалящи селото, има няколко параклиса, най-известният от които е посветен на св. Богородица.
- Южно от връх Баба в землището на с. Буново се намира паметник в чест на загиналите през 1877 г. на това място 860 руски и български войници.
- През 2007 г. на около три километра южно от Буново, в непосредствена близост до прохода „Гълъбец“ е открит мемориалният комплекс „Васил Левски“ в памет на дейността на Апостола в селото и региона.
- В южния край на селото, откъдето според преданието са влезли в селото първите руски войници през Руско-турската освободителна война, може да се види паметник, посветен на това събитие, изграден в началото на XX век.
- В средната част на селото се намира паметник, посветен на загиналите през войните от 1912 до 1918 г. буновчани.
- В училищния двор растат две гигантски секвои, засадени там преди повече от половин век.

## Личности
В Буново са родени историкът Дойно Дойнов, видният български културен деятел Димитър Недев и историкът доц. д-р Георги Ненчовски, автор на тематико-експозиционния план на музей "Луканова къща" - гр. Пирдоп.

## Галерия
- Кметство и пощенски клон Буново
- Мемориална плоча за партизанска акция 1943 г.
- Черквата на Буново „Св. Теодор Тирон“
- Изглед към църквата от центъра на Буново
- ЖП мостът, гледан отдолу